# Maria Clementine Martin
Maria Clementine Martin, född 1775, död 1843, var en tysk nunna, uppfinnare och affärsidkare verksam i Köln.  Hon uppfann Klosterfrau-Melissengeistes (senare såld av Klosterfrau Healthcare Group) en typ av universalmedicin, som hon använde inom sjukvård och sålde från 1828 och framåt. 